# Saint-Firmin-sur-Loire
 Saint-Firmin-sur-Loire  es una población y comuna francesa, situada en la región de Centro, departamento de Loiret, en el distrito de Montargis y cantón de Châtillon-sur-Loire.

## Demografía
| 503 | 475 | 445 | 465 | 509 | 554 |
| Para los censos de 1962 a 1999 la población legal corresponde a la población sin duplicidades (Fuente: INSEE [Consultar]) |     |     |     |     |     |